# Drăgănești (okręg Vâlcea)
Drăgănești – wieś w Rumunii, w okręgu Vâlcea, w gminie Golești. W 2011 roku liczyła 206 mieszkańców.